# Vulkane und Wälder des Pelée und die Pitons im Norden von Martinique
Die Vulkane und Wälder des Pelée und die Pitons im Norden von Martinique sind seit 2023 eine UNESCO-Welterbestätte auf der französischen Karibikinsel Martinique. Das Gebiet, das mehr als zehn Prozent der Insel ausmacht, beherbergt zahlreiche bedrohte Arten und gilt als eine Schatzkammer der Artenvielfalt.

## Geographie

### Mont Pelée1
Der Mont Pelée ist ein 1.397 m hoher Stratovulkan und der höchste Berg der Insel Martinique. Der verheerende Ausbruch des Mont Pelée im Jahr 1902, bei dem die Stadt Saint-Pierre vollständig zerstört und mehr als 29.000 Menschen getötet wurden, zählt zu den schlimmsten Vulkankatastrophen des 20. Jahrhunderts. Danach wurde hier eines der ersten Vulkanobservatorien der Welt errichtet, um den Vulkan intensiv zu überwachen und frühzeitig auf mögliche Anzeichen eines erneuten Ausbruchs reagieren zu können.
Der Vulkan ist seit der letzten Eruptionsperiode zwischen 1929 und 1932 inaktiv und ein beliebtes Ausflugsziel für Touristen.
Der Mont Pelée war namensgebend für die Schaffung eines eigenen Vulkantyps, der als „peléanisch“ bezeichnet wird. Dieser Typ zeichnet sich durch die Emission von Asche, Gasen und Bimsstein anstelle von Lava aus.

### Pitons du Carbet
Nördlich der Hauptstadt Fort-de-France erhebt sich der Gebirgszug Pitons du Carbet, dessen höchster Gipfel 1.196 m erreicht. Er ist die dritthöchste Erhebung auf Martinique und in den unteren Lagen mit dichtem tropischen Regenwald bewachsen.

## Geologische Geschichte
Der Mont Pelée gehört zum vulkanischen Bogen der Kleinen Antillen und entstand vor etwa 550.000 Jahren. Ihre geologische Geschichte umfasst verschiedene eruptive Phasen, die durch die Bildung von andesitischen Lavaströmen und Lavadomen gekennzeichnet sind.
Nördlich von La Pelée war der Mont Conil das erste vulkanische Massiv, das der Pelée aufbaute („Paleo-Pelée“). Die Aktivität verlagerte sich dann nach Südosten, um den heutigen Vulkan zu bilden. Er war zur gleichen Zeit wie der Vulkan Pitons du Carbet aktiv, bis dieser vor etwa 320.000 Jahren erlosch.

## Ökosystem und Biodiversität
Die Wälder um den Pelée und die Pitons sind für ihre biologische Vielfalt bekannt. Sie beheimaten über 1.000 Pflanzenarten und mehrere endemische Tierarten, zu denen unter anderem die Martinique-Lanzenotter, der Martinique-Vulkanfrosch und der Martinique-Pirol gehören.
Ein großes, überwiegend bewaldetes Gebiet, das den Pelée umfasst und sich an seiner Nordwestseite bis zum Meer erstreckt, wurde als Important Bird Area anerkannt. Etwa 100 brütende oder durchziehende Vogelarten, darunter viele Waldvogelarten, kommen hier vor.

## Aufnahme in die UNESCO-Liste
Die Vulkane und Wälder des Pelée und die Pitons im Norden von Martinique wurden 2023 in die Liste des UNESCO-Welterbes aufgenommen. Sie erfüllen zwei der zehn Kriterien, die für die Aufnahme in die Liste erforderlich sind: Kriterium VIII (einzigartige Geologie) und Kriterium X (Biodiversität).